# 齐奥尔科夫斯基
齐奥尔科夫斯基（羅馬化：Tsiolkovsky）是位于俄罗斯阿穆尔州的一个保密行政区，位于波尔沙雅佩拉河（结雅河的一条支流），总长110（68英里）畔。离中俄边境180（110英里）。位于该州的行政中心海兰泡以北。2010年人口5,892；2002年人口5,050。东方航天发射中心坐落于此附近。

## 历史
该镇成立于1961年。从1969年到1994年，它被称为烏格列戈爾斯克，其成立是为了服务于苏联武装力量附近的洲际弹道导弹基地，代号为斯沃博德内-18 (Svobodny-18)。这个名字是命名于另一个名为斯沃博德内的定居点，该定居点距此向南50（31英里）。保密状态始于1965年10月19日俄罗斯最高苏维埃主席团的立法。1994年解密后，整个建筑群改名为乌格列戈尔斯克（俄语：Углего́рск）。
2013年4月，弗拉基米尔·普京总统提议重新命名一个靠近发射场的城镇，以纪念理论航天学创始人康斯坦丁·齐奥尔科夫斯基。后来决定将此名称分配给乌格列戈尔斯克。2014年3月，和解协议举行了公开听证会，大多数与会者都赞成重新命名。2014年6月，Uglegorsk人民代表议会批准更名。2015年9月，阿穆尔州立法会通过了一项法律，以改变乌格列戈尔斯克定居点的地位，并将其转变为一个城市但不改变既定的行政边界。重新命名该城市的官方文件已送交联邦国家登记，地籍和制图局（Rosreestr）的审查。12月23日，国家杜马投票赞成关于重新命名该镇的联邦法律，并于12月30日普京总统签署成为法律，从而正式改名。
2015年11月30日，该市的一条街道更名为“建设者第三街”（俄语：3-я улица Строителей）以此对Eldar Ryazanov的创造致敬。

## 行政和市政地位
在行政区划的框架内，它被纳入乌格列戈尔斯克市的行政单位，其地位与阿穆尔州的其他地区相同。作为市级部门，该行政单位也具有城市地位。

## 经济和基础设施
该定居点包含三十三个住宅区和一个锅炉房。这里有一所中学，一所儿童艺术学校，两所幼儿园和一所医院。该定居点有一个体育中心。它的建设始于2005年，计划在2009年完成，但由于缺乏资金，两年后推迟到2011年。

### 交通
西伯利亚铁路上Ledyanaya火车站服务于该市，距离市中心5（3.1英里）。阿穆尔高速公路（M58）也经过这里。